# 関根要太郎
関根要太郎（せきね ようたろう、1889年10月22日 - 1959年6月28日）は、大正・昭和期の日本の建築家。
初期においてはユーゲント・シュティール風の作品、後には京王閣、聖蹟記念館などドイツ表現主義の要素も取り入れたモダンな作品を設計している。不動貯金銀行との縁が深く、全国の支店を建設した（今も数件が残る）。函館支店（1918年）の建設を機にして函館とのゆかりが出来、2度の函館大火（1921年、1934年）では被害調査にあたり、復興建築も手掛けた。第2次世界大戦後は主に埼玉県内の学校建築を設計した。

## 生涯
埼玉県秩父市に生まれ、秩父の街道沿いで旅籠を営む母の実家で育つ。1904年、秩父大宮尋常高等小学校を卒業し、秩父郡立農学校（現埼玉県立秩父農工高等学校）に入学。1907年に秩父郡立農学校を卒業し、神田の正則学校（現正則高校）に入学し英語を学ぶ。
1910年三橋四郎の三橋設計事務所へ就職。満州の奉天領事館（1911年）などの建設に従事する。1913年に東京高等工業学校に選科生として入学し、1914年7月修了。日本建築株式会社（後に日本勧業会社）に入り、不動貯金銀行の建築に多く関わる。1920年、同社解散により独立し、関根建築事務所を設立。
1929年にアメリカへ視察。1931年に事務所を解散し、不動貯金銀行の営繕課に勤務（1942年まで）。終戦後の1951年に事務所を再開し、埼玉県内の公共施設を多く手掛けた。1959年2月20日に埼玉県浦和で死去。享年71。

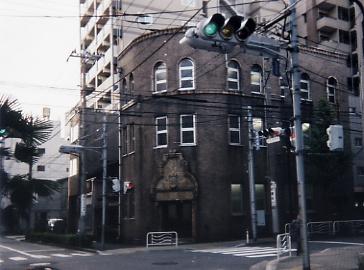
旧 村林商店

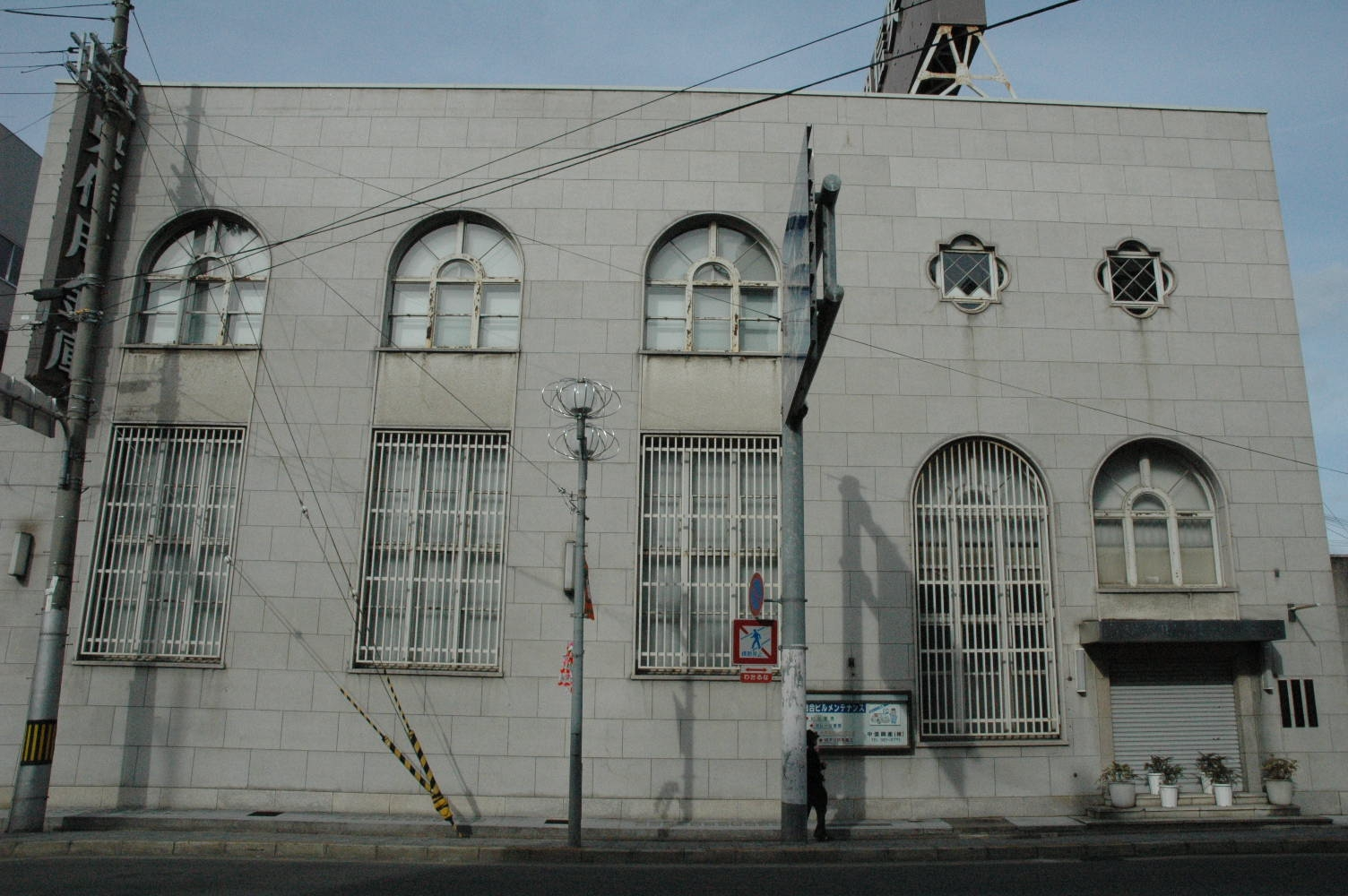
旧 不動貯金銀行七条支店

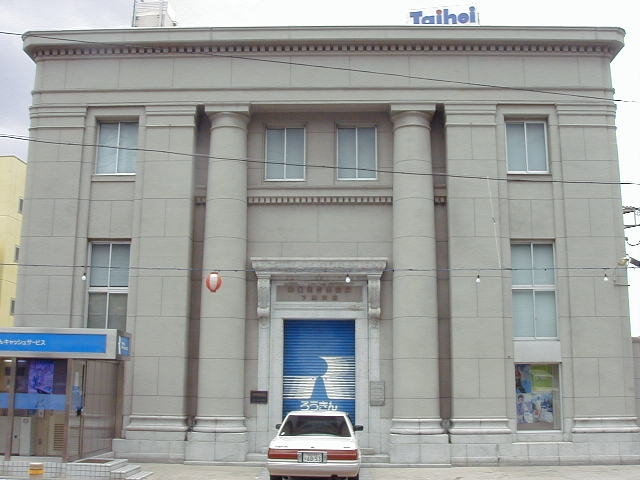
旧 不動貯金銀行下関支店

## 現存する作品
- 函館海産商同業組合事務所（北海道函館市、1920年）ユーゲント・シュティールの影響が見られる
- 亀井喜一郎邸（北海道函館市、1921年）ユーゲントシュティル風の住宅建築
- 百十三銀行本店（北海道函館市、1926年）現SEC電算センター
- 不動貯金銀行七条支店（京都府京都市、1929年）現京都中央信用金庫
- 旧多摩聖蹟記念館（東京都多摩市、1930年）多摩市指定文化財
- 秩父宮殿下台臨記念館（埼玉県秩父市三峯神社境内、1931年）和風
- 不動貯金銀行姫路支店（姫路市、1934年）外観は改修
- 不動貯金銀行下関支店（山口県下関市、1934年）現中国労働金庫下関支店

戦後作品
- 上尾市立中央小学校（埼玉県上尾市）
- 上尾市立上尾中学校（埼玉県上尾市）
- 埼玉県立上尾高等学校（埼玉県上尾市）
- 戸田市立第一小学校（埼玉県戸田市）
- 上尾市立中央小学校増築（埼玉県上尾市）

参考
- 石塚（イチヤマ）商店（北海道函館市、1922年）2011年取壊し
- 六華倶楽部（山形県五色温泉、1924年）部材を解体保管
- 村林ビル（東京都江東区、1928年）2018年取壊し